# Friderika Bayer
Friderika Bayer (n. 4 octombrie 1971, Budapesta, Ungaria) este o solistă maghiară.
În anul 1994 interpreta câștigă premiul Festivalului de Muzică Ușoară organizat de Televiziunea Maghiară. Titlul piesei premiate este: Kinek mondjam el vétkeimet? (Cui să-mi mărturisesc păcatele?) În același an, la Festivalul internațional de muzică ușoară Eurovision, organizat la Dublin  obține locul al patrulea, fiind dealtfel prima interpretă maghiară calificată la o finală a acestui festival.
La 30 aprilie 1994 apare primul album al ei pe CD și casetă, devenit disc de aur în mai puțin de două luni.
Pentru succesul obținut la Festivalul Euroviziunii, Radio Ungaria îi acordă premiul EMERTON. În urma votului unanim al specialiștilor și publicului, obține premiul Cerbul de Aur în categoria interpretul pop al anului, premiu înființat de Editura Axel Springer în 1994. În același an cititorii revistei Ifjúsági Magazin (Magazinul Tineretului) o declară interpreta pop a anului. În 25 ianuarie 1995 preia pentru a doua oară premiul EMERTON în fața publicului Radio și TV, devenind solista anului. Pentru același titlu obține apoi premiul Girafa de Aur creat de către MAHASZ.
În luna august 1995 obține premiul doi la cel de-al 32-lea Festival din Sopot, Polonia. La gala festivalului cântă alături de Annie Lennox și Chuck Berry.
Începând cu anul 1996 este membră a [Biserica Credinței, Ungaria| Bisericii Credinței] (Hit Gyülekezete); împreună cu soțul ei frecventează  slujbele bisericii.
În anul 1998, primul număr al celui de al treilea album al ei, cu titlul Feltárcsáztad a szívemet (Ai format numărul inimii mele) devine șlagărul cel mai frecvent radiodifuzat din Ungaria.
Din luna decembrie 2001 Friderika Bayer poate fi urmărită săptămânal duminica de la ora 11 (ora Ungariei) pe postul de televiziune Magyar ATV în emisiunea  „Vidám Vasárnap” („Duminica Veselă”), cântând în orchestra Bisericii Credinței.

## Discografie
- Friderika (1994)
- Friderika II (1996)
- Boldog vagyok („Sunt fericită”) (1998)
- Kincs, ami van („Comoara  care există”) (1999)
- Hazatalálsz („Te întorci acasă”) (2001)
- Gospel (2003)
- Sáron rózsája („Un trandafir din Șaron”) (2006)

Albume pentru copii:
- Bölcsődalok („Cântece de leagăn”)
- Az álmok tengerén (Bölcsődalok 2) („Pe marea viselor (Cântece de leagăn 2)”) (2003)